# فوتس واکر
فوتس واکر (انگلیسی: Foots Walker؛ زادهٔ ۲۱ مهٔ ۱۹۵۱) بازیکن بسکتبال اهل ایالات متحده آمریکا است.
از باشگاه‌هایی که در آن بازی کرده‌است می‌توان به بروکلین نتس اشاره کرد.